# Patof chez les esquimaux
Albums de Patof
Patof en Russie
(1972) Patof chez les coupeurs de têtes
(1972)
Patof chez les esquimaux est un album de contes de Patof, commercialisé en 1972.
Il s'agit du deuxième album de la série Patof, il porte le numéro de catalogue PA-301 (CT 38762/3).
Le clown Patof est un personnage de la populaire série télévisée québécoise pour enfants Le cirque du Capitaine, il est personnifié par Jacques Desrosiers.

## Composition
« L'ours polaire est l'animal le plus puissant et le plus féroce au monde. Patof viendra-t-il à bout du froid, des tempêtes, et surtout du roi du grand nord? »
Les textes sont de Gilbert Chénier et les effets sonores sont assurés par Roger Giguère.
Les cinq contes Patof chez les esquimaux, Patof chez les coupeurs de têtes, Patof dans la baleine, Patof chez les petits hommes verts et Patof chez les cowboys sont parus simultanément le 29 octobre 1972.

## Pochette
Patof apparaît au recto de la pochette dans un décor hivernal non-naturel.  La photo a fort possiblement été prise à l'Aquarium de Montréal.

## Réception
En décembre 1972, on remet à Jacques Desrosiers un disque Disque d'argent Patof en Russie en hommage à Radiomutuelle pour souligner sa promotion exceptionnelle ayant contribué à la vente de 100 000 disques des six albums de contes de Patof (Patof en Russie, Patof chez les esquimaux, Patof chez les coupeurs de têtes, Patof dans la baleine, Patof chez les petits hommes verts et Patof chez les cowboys).

## Titres
| 1. | Patof chez les esquimaux – 1re partie | Gilbert Chénier |  |

| 2. | Patof chez les esquimaux – 2e partie | Gilbert Chénier |  |

## Crédits
- Texte : Gilbert Chénier
- Bruiteur : Roger Giguère
- Production : Yves Martin
- Promotion : Jean-Pierre Lecours
- Cover design : Denis Sarrazin
- Photos : Louis Beshara

## Réédition CD
L'album est réédité en novembre 2014 sur la compilation L'intégrale de trois albums – Patof chante Noël/Patof chez les esquimaux/Patof en Russie (Spectrum, 5257).